# Campionati mondiali di taekwondo a squadre 2019
I Campionati mondiali di taekwondo a squadre 2019 si sono svolti dal 23 al 25 agosto al Taihu International Expo Centre di Wuxi, in Cina. È stata la 11ª edizione del torneo, organizzato dalla World Taekwondo.

## Podi
| Evento           | Oro  | Argento       | Bronzo             |
| Torneo maschile  | Iran | Corea del Sud | Russia Cina        |
| Torneo femminile | Cina | Russia        | Corea del Sud Cina |
| Torneo misto     | Cina | Iran          | Russia Turchia     |

## Medagliere
| Posiz. | Nazione       | Oro | Argento | Bronzo | Totale |
| ------ | ------------- | --- | ------- | ------ | ------ |
| 1      | Cina          | 2   | 0       | 2      | 4      |
| 2      | Iran          | 1   | 1       | 0      | 2      |
| 3      | Russia        | 0   | 1       | 2      | 3      |
| 4      | Corea del Sud | 0   | 1       | 1      | 2      |
| 5      | Turchia       | 0   | 0       | 1      | 1      |
| Totale | Totale        | 3   | 3       | 6      | 12     |